# Liste der denkmalgeschützten Objekte in Nižná Boca
Die Liste der denkmalgeschützten Objekte in Nižná Boca enthält die drei nach slowakischen Denkmalschutzvorschriften geschützten Objekte in der Gemeinde Nižná Boca im Okres Liptovský Mikuláš.

## Denkmäler
| Foto |                 | Denkmal / č. ÚZPF                                              | Standort / Konskr. Nr.                                               | Offizielle Beschreibung                                                    | Beschreibung | Metadaten                                                                      |
| ---- | --------------- | -------------------------------------------------------------- | -------------------------------------------------------------------- | -------------------------------------------------------------------------- | ------------ | ------------------------------------------------------------------------------ |
| ja   | Datei hochladen | Gebäude in regionaltypischem Baustil(sk) ObjektID: 505-11844/1 | 135 Standort KG: Nižná Boca Konskr.Nr.: 135                          | Dom ľudový, banícky dom                                                    |              | č. NKP: 505-11844/1 Stand des NKP: 2016-08-01 Name: DOM ĽUDOVÝ                 |
| ja   | Datei hochladen | Stall und Heuboden(sk) ObjektID: 505-11844/2                   | 135 Standort KG: Nižná Boca Konskr.Nr.: 135                          | zrubová maštaľ so senníkom                                                 |              | č. NKP: 505-11844/2 Stand des NKP: 2016-08-01 Name: ZRUBOVÁ MAŠTAĽ SO SENNÍKOM |
| BW   | Datei hochladen | Gebäude in regionaltypischem Baustil(sk) ObjektID: 505-11849/1 | 126 Standort KG: Nižná Boca Konskr.Nr.: 126                          | Dom ľudový, dom Gašpara Tregera                                            |              | č. NKP: 505-11849/1 Stand des NKP: 2016-08-01 Name: DOM ĽUDOVÝ                 |
| ja   | Datei hochladen | Gebäude in regionaltypischem Baustil(sk) ObjektID: 505-11854/1 | 96 Standort KG: Nižná Boca Bergwerksgebäude und Stall Konskr.Nr.: 96 | Dom ľudový, dom Piovarčiovcov; vznikol roku 1909                           |              | č. NKP: 505-11854/1 Stand des NKP: 2016-08-01 Name: DOM ĽUDOVÝ                 |
| ja   | Datei hochladen | Bergwerksgebäude und Stall(sk) ObjektID: 505-11857/1           | 130 Standort KG: Nižná Boca Konskr.Nr.: 130, 131                     | Dom banícky s maštaľou, dom Jána Lányho, býv.hostinec; vznikol v roku 1710 |              | č. NKP: 505-11857/1 Stand des NKP: 2016-08-01 Name: DOM BANÍCKY S MAŠTAĽOU     |
| ja   | Datei hochladen | Bergwerksgebäude(sk) ObjektID: 505-11858/1                     | 67 Standort KG: Nižná Boca Konskr.Nr.: 67                            | Dom banícky s maštaľou, dom rod.Hellebrantovcov                            |              | č. NKP: 505-11858/1 Stand des NKP: 2016-08-01 Name: DOM BANÍCKY                |
| ja   | Datei hochladen | Stall(sk) ObjektID: 505-11858/2                                | 67 KG: Nižná Boca Konskr.Nr.: 0                                      | maštaľ                                                                     |              | č. NKP: 505-11858/2 Stand des NKP: 2016-08-01 Name: MAŠTAĽ                     |
| ja   | Datei hochladen | Gebäude in regionaltypischem Baustil(sk) ObjektID: 505-11872/1 | 150 KG: Nižná Boca Konskr.Nr.: 150, 151                              | Dom ľudový, dvojdom, stará škola                                           |              | č. NKP: 505-11872/1 Stand des NKP: 2016-08-01 Name: DOM ĽUDOVÝ                 |
| ja   | Datei hochladen | Gebäude in regionaltypischem Baustil(sk) ObjektID: 505-11884/1 | 59 Standort KG: Nižná Boca Konskr.Nr.: 59                            | Dom ľudový, dom „Do Vechtera“                                              |              | č. NKP: 505-11884/1 Stand des NKP: 2016-08-01 Name: DOM ĽUDOVÝ                 |
| ja   | Datei hochladen | Gebäude in regionaltypischem Baustil(sk) ObjektID: 505-11886/1 | 62 Standort KG: Nižná Boca Konskr.Nr.: 62                            | Dom ľudový, dom „U Včeláka“                                                |              | č. NKP: 505-11886/1 Stand des NKP: 2016-08-01 Name: DOM ĽUDOVÝ                 |

## Legende
Die Tabelle enthält im Einzelnen folgende Informationen:
| Foto:                    | Fotografie des Denkmals. |
| Denkmal / č. ÚZPF:       | Die Übersetzung der Bezeichnung des Denkmals, wie sie vom Slowakischen Denkmalamt (Pamiatkový úrad Slovenskej republiky) verwendet wird. Die Originalbezeichnung ist unter dem Fragezeichen angegeben. Fehlt die Übersetzung, so wird die Originalbezeichnung direkt angezeigt. Weiters ist die Objekt-Identifikationsnummer (Objekt ID) angeführt. Sie ist die offizielle, in der Slowakei eindeutige Nummer č. ÚZPF inklusive der zugehörigen Zählnummer, wie sie in den Daten des Denkmalamtes angegeben wird. Da diese nur innerhalb eines Landkreises gezählt wird, ist dessen Nummer der Denkmalnummer vorangestellt. |
| Standort:                | Wenn in der Liste vorhanden, ist die Adresse angegeben. In Klammern kann sich noch eine zusätzliche Adresse befinden, wenn es beispielsweise ein Eckhaus ist. Bei freistehenden Objekten ohne Adresse (zum Beispiel bei Bildstöcken) ist eine Adresse angegeben, die in der Nähe des Objekts liegt. Durch Aufruf des Links Standort wird die Lage des Denkmals in verschiedenen Kartenprojekten angezeigt. Darunter sind die Katastralgemeinde (KG) und, wenn vorhanden, die Konskriptionsnummer (Konskr. Nr.) angegeben.                                                                                                   |
| Offizielle Beschreibung: | Es ist die Kurzbeschreibung auf Slowakisch, wie sie in den offiziellen Listen angegeben ist, eingetragen. |
| Beschreibung:            | Kurze Angaben zum Denkmal auf Deutsch. |
| Metadaten:               | Zusätzlich werden, wenn in den persönlichen Einstellungen das Helferlein Dauerhaftes Einblenden von Metadaten aktiviert ist, ebensolche angezeigt. |

- Karte mit allen Koordinaten:
- OSM |
- WikiMap